# Ulrich Kottenrodt
Ulrich Kottenrodt (* 7. Juli 1906 in Hermsdorf in der Mark bei Berlin; † 31. Juli 1984 in St. Märgen) war ein deutscher Bildhauer.

## Leben
Er wurde als Ulrich Kotzde und Sohn des völkischen Schriftstellers Wilhelm Kotzde, der sich ab 1932 Wilhelm Kotzde-Kottenrodt nannte, geboren. Als Ulrich zwölf Jahre alt war, zog die Familie aus der Provinz Brandenburg in den Kirchzartener Ortsteil Neuhäuser und wohnte ab 1921 in einem Haus an der Steinhalde in Ebnet. Das Steinmetzhandwerk erlernte er nach der Schule in der Bauhütte des Freiburger Münsters. An der Akademie der bildenden Künste Wien studierte er von 1925 bis 1927 mit den Schwerpunkten Anatomie, Stillehre und Perspektive. Bereits zuvor hatte er aus Muschelkalkstein sechs Märchengruppen für die Ebneter Villa Mez geschaffen.

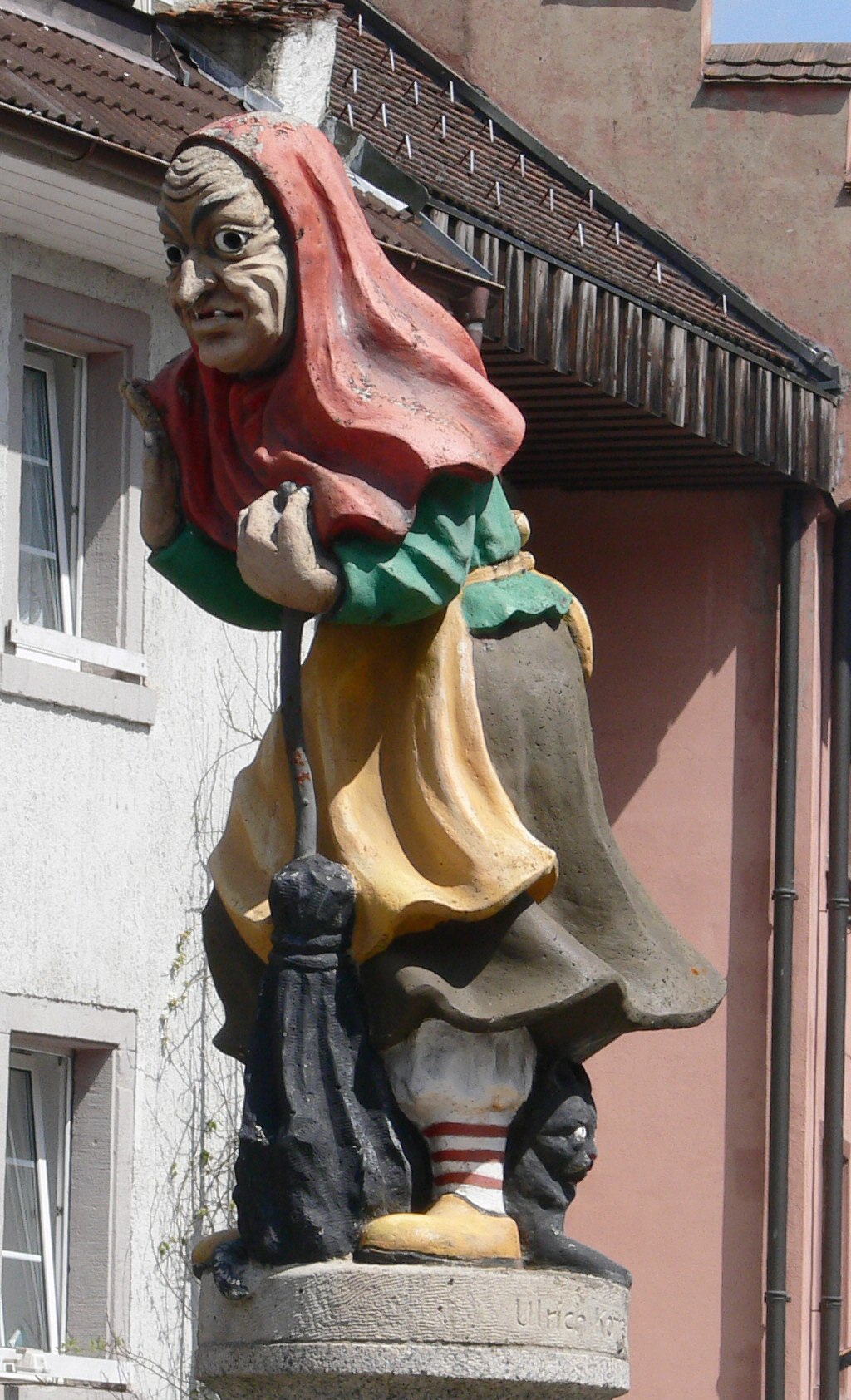
Figur auf dem Löffinger Hexenbrunnen

1928 trug er sich – zeitgleich mit seinem Bruder Wilhelm (1904–1981) – in das Matrikelbuch der Akademie der Bildenden Künste München ein, wo er bis 1932 an Karl Killers Komponierklasse für Bildhauerei teilnahm. 1932 wechselte er an die Preußische Akademie der Künste nach Berlin. Dort war er in den Meisterateliers unter Hugo Lederer tätig und hatte ein eigenes Meisteratelier. Ab 1935 war er in einem städtischen Atelier in Freiburg selbstständig tätig, danach in einem Anbau zu Haus an der Steinhalde. Ab 1963 arbeitete er in Ebnet. Vom Verkauf des Ebneter Hauses im Jahr 1971 bis zu seinem Tod 1984 lebte Kottenrodt in St. Märgen. Im Atelier seines Hauses entstand als letztes Werk die Hexe vom Löffinger Hexenbrunnen.
Kottenrodt war bei den Nationalsozialisten ein angesehener und vielbeschäftigter Künstler. Für das Hauptportal des Freiburger Klinikums wirkte er an der Figurengruppe Die Lebensalter mit und schuf die Maid und den Greis. Die Skulptur Die Mütterliche im früheren Waisenhaus in der Freiburger Händelstraße wurde in der zeitgenössischen Presse als „[…] dem schönen deutschen Rasseideal entsprungen“ gelobt. Nachdem die Stadt Freiburg sich 1936 sehr bemüht hatte, künstlerisch wertvolle Darstellungen von Adolf Hitler zu bekommen, bot Kottenrodt eine Hitler-Büste an, da er Angst hatte, sein Atelier zu verlieren, das sich schon im Eigentum der Stadt Freiburg befand. Aber die Büste gefiel nicht: Bürgermeister Karl Hofner bemängelte, Kottenrodts Vorschlag würde nicht den Vorstellungen entsprechen, die man von der „starken Persönlichkeit des Führers“ habe. Die Stadt kaufte ihm aber letztlich im November 1937 für den Jugendlesesaal der Städtischen Volksbücherei eine andere Skulptur ab, die den Kopf eines Frontsoldaten des Ersten Weltkriegs darstellte. Für das Hindenburg-Gymnasium (heute: Parler-Gymnasium) in Schwäbisch Gmünd schuf er zwischen 1943 und 1945 ein Relief, das einen Soldaten neben einem Hitlerjungen darstellt, die beide mit Gewehren bewaffnet sind; damit bediente das Relief die gängige nationalsozialistische heroische Kriegerideal. Für die damals nach NSDAP-Gauleiter Hans Schemm benannte Schule (heute: Friedensschule) in Villingen-Schwenningen entwarf er die Brunnenskulptur Mädchen mit Schwan. Er fertigte für die Propagandaausstellung „Deutsche Größe“ in dem von den Nationalsozialisten besetzten Straßburg eine germanische Reiterfigur mit Helm und Schwert.
1955 schuf er für den List-Platz in Reutlingen die Plastik „Mädchen mit Füllen“ sowie zahlreiche weitere Skulpturen im öffentlichen Raum. Als letzte größere Arbeit schuf Kottenrodt 1975 die 1,70 Meter hohe Brunnenfigur Hexe für den Hexenbrunnen in Löffingen.
1952 stellte er zusammen mit Alfred Hagenlocher und Edmund Steppes im Reutlinger Spendhaus sowie 1975/76 im Freiburger Kunstsalon Straetz aus.

## Werke

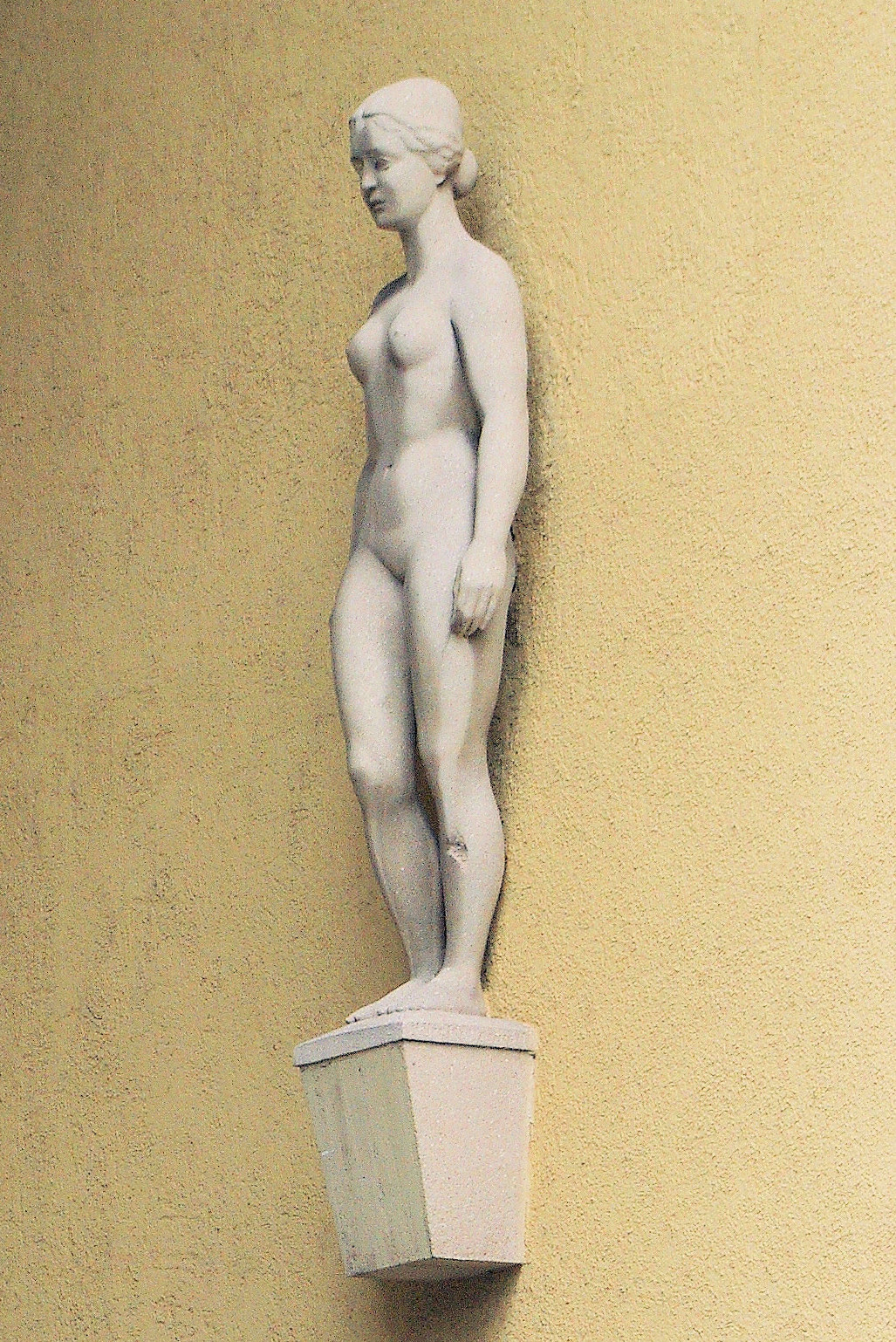
Jungfrau am Universitätsklinikum Freiburg (1938/39)

- sechs Märchengruppen im Park der Villa Mez in Freiburg-Ebnet (1925)[1]
- Mütterliche mit zwei Kindern am Eingang zum Studentenwohnheim Händelstraße, dem früheren Eisenbahnerwaisenhaus[14] (1934)
- überlebensgroße Steinplastiken Maid (Jungfrau) und Greis am Universitätsklinikum Freiburg
- Fohlen im Innenhof der Witwen- und Waisenkasse Freiburg ⊙
- Flehende im Krankenhaus Villingen-Schwenningen (Patientengärten im Neubau)[15]
- Mädchen mit Füllen auf dem List-Platz, vor dem Bahnhof Reutlingen (1955), Gipsabguss im Rathaus St. Märgen
- Fohlen in der Mooswaldschule Freiburg, Gipsabguss im Rathaus St. Märgen.
- Delphin beim Zentrum für Psychiatrie, Emmendingen
- Spielende Bären an der Tullaschule Freiburg
- Wissender am Mundenhof in Freiburg (nach 1945)[14]
- Hexe auf dem Hexenbrunnen in Löffingen (1975)